# Spletni splošni slovenski geslovnik
Spletni splošni slovenski geslovnik ali SSSG je geslovnik, in sicer je to seznam gesel ali predmetnih oznak, ki se v knjižničnih katalogih uporabljajo za opisovanje vsebine del.

## Kaj SSSG
Spletni splošni slovenski geslovnik najdemo na spletni strani Nacionalne in univerzitetne knjižnice. Je neke vrste slovar, ki vsebuje seznam gesel in pravila za oblikovanje predmetnih oznak in sestavljanje predmetnih nizov. Splošni slovenski geslovnik je bil v tiskani obliki izdan leta 2002, in sicer pod okriljem Narodne in univerzitetne knjižnice. Geslovnik je nastal, da bi odpravili neusklajenost, ki vlada na področju predmetnih oznak v Sloveniji. Prav tako pa so z njim želeli izboljšati kakovost iskanja po vsebini. Avtorji Splošnega slovenskega geslovnika so pri pripravi le-tega in pri pripravi navodil za predmetno označevanje izhajali iz publikacije iz leta 1995, ter iz Iflinih načel za predmetno označevanje iz leta 1999. Spletni splošni slovenski geslovnik je nadaljevanje SSG. SSSG uporabnikom ponuja prost dostop do seznama 13.000 predmetnih oznak. Prav tako jim nudi dostop do seznama predmetnih določil SSG. Vredno pa je omeniti tudi, da vsebuje obrazec za predloge novih predmetnih oznak. Sam videz SSSG je prikazan na sliki, skupaj s primerom, kako se prikaže iskani niz podatkov, konkretno za bibliotekarstvo.

## Primeri gesel
V geslovniku lahko poiščemo posamezno geslo, npr. Knjige. V odgovor dobimo geslo, ki ga spremlja tudi ustrezni oznaka UDK. Nekaj primerov:
- Knjige UDK:(02); 371.671; 655.3.066.11
- Knjige za mladino UDK:(02.053.2)
- Knjige za otroke  UDK:087.5; (02.053.2)
- Knjige za slepe UDK:(02.056.26)

- Ameriške knjige UDK:002.2(73)
- Davčne knjige UDK:657.32
- Dragocene knjige UDK:094

Predmetne oznake, ki so zajete v SSSG, so različnih vrst:  
- tematske (npr. Knjige)
- časovne (npr. Srednji vek ali 19. st.)
- oblikovne (npr. Slovarji, Učbeniki)
- za rodbinska, osebna in geografska imena veljajo posebna pravila; v geslovniku niso našteta, navodila pa povedo, kako lahko katerokoli ime uporabimo kot geslo